# Jean Bretagne Charles de La Trémoille
Jean Bretagne Charles de La Trémoille (Parigi, 5 febbraio 1737 – 19 maggio 1792) è stato un nobile e militare francese, ed era figlio di Charles Armand René de La Trémoille e di Marie Hortense de La Tour d'Auvergne.

## Biografia
La Trémoille cominciò la sua carriera militare durante la guerra dei sette anni come capo del reggimento Aquitaine-Cavalerie. Fu gravemente ferito e successivamente promosso al grado di sergente, e più tardi di brigadiere, degli eserciti del re.
Durante la rivoluzione francese, La Trémoille rimase fedele a Re Luigi XVI. Emigrò nel 1789, ma due dei suoi figli morirono durante il regime del Terrore.
La Trémoille sposò Marie Genevieve de Durfort (1735-1762), figlia di Guy Michel de Durfort, duca di Lorges e Randan, Maresciallo di Francia ed Élisabeth Philippine de Poitiers de Rye, contessa di Neufchatel, il 18 febbraio 1751. Non ebbero figli. Il 27 giugno 1763, si sposò nuovamente con Marie Maximilienne, principessa di Salm-Kyrburg (1744-1790) figlia di Filippo Giuseppe, Principe di Salm-Kyrburg e Maria Theresia von Hornes.
Dal suo secondo matrimonio, La Trémoille ebbe quattro figli maschi:
- Charles Bretagne Marie de La Trémoille, (24 marzo 1764 - 10 novembre 1839).
- Antoine Philippe de La Trémoille, prince de Talmont, (27 settembre 1765 - 29 gennaio 1794) ghigliottinato; sposò Henriette d'Argouges.
- Charles Godefroy de La Trémoille, canonico, (27 settembre 1765 - 15 giugno 1794) ghigliottinato.
- Louis Stanislas de La Trémoille, prince de La Trémoille (12 giugno 1767 - agosto 1837). Sposò Genevieve Andrault de Maulevrier de Langeron (morta nel 1829), sposò poi Augusta Murray, con figli dal secondo matrimonio.

## Ascendenza
|                                                  |                                            |                                                     | Genitori                                 |  |  | Nonni |  |  | Bisnonni                                     |  |  | Trisnonni                         |  |
|                                                  |                                            |                                                     |                                          |  |  |       |  |  | 8. Charles Belgique Hollande de La Trémoille |  |  | 16. Henri Charles de La Trémoille |  |
|                                                  |                                            |                                                     |                                          |  |  |       |  |  | 8. Charles Belgique Hollande de La Trémoille |  |  | 16. Henri Charles de La Trémoille |  |
|                                                  |                                            | 17. Emilie von Hessen-Kassel                        |                                          |  |  |       |  |  | 8. Charles Belgique Hollande de La Trémoille |  |  |                                   |  |
| 4. Charles Louis Bretagne de La Trémoille        |                                            |                                                     |                                          |  |  |       |  |  | 8. Charles Belgique Hollande de La Trémoille |  |  |                                   |  |
|                                                  |                                            | 9. Madeleine Marguerite de Créquy                   | 18. Charles III de Créquy                |  |  |       |  |  |                                              |  |  |                                   |  |
|                                                  |                                            | 9. Madeleine Marguerite de Créquy                   | 18. Charles III de Créquy                |  |  |       |  |  |                                              |  |  |                                   |  |
|                                                  |                                            | 9. Madeleine Marguerite de Créquy                   | 19. Anne-Armande de Saint-Gelais         |  |  |       |  |  |                                              |  |  |                                   |  |
| 2. Charles Armand René de La Trémoille           |                                            | 9. Madeleine Marguerite de Créquy                   |                                          |  |  |       |  |  |                                              |  |  |                                   |  |
|                                                  |                                            | 10. René Armand Motier de La Fayette                | 20. Francois Motier de La Fayette        |  |  |       |  |  |                                              |  |  |                                   |  |
|                                                  |                                            | 10. René Armand Motier de La Fayette                | 20. Francois Motier de La Fayette        |  |  |       |  |  |                                              |  |  |                                   |  |
|                                                  |                                            | 10. René Armand Motier de La Fayette                | 21. Marie Madeleine Pioche De La Vergne  |  |  |       |  |  |                                              |  |  |                                   |  |
| 5. Marie Madeleine Motier de la Fayette          |                                            | 10. René Armand Motier de La Fayette                |                                          |  |  |       |  |  |                                              |  |  |                                   |  |
|                                                  |                                            | 11. Jeanne Marie Madeleine de Marillac              | 22. René II de Marillac                  |  |  |       |  |  |                                              |  |  |                                   |  |
|                                                  |                                            | 11. Jeanne Marie Madeleine de Marillac              | 22. René II de Marillac                  |  |  |       |  |  |                                              |  |  |                                   |  |
|                                                  |                                            | 11. Jeanne Marie Madeleine de Marillac              | 23. Marguerite Marie Bochart de Saron    |  |  |       |  |  |                                              |  |  |                                   |  |
| 1. Jean Bretagne Charles de La Trémoille         |                                            | 11. Jeanne Marie Madeleine de Marillac              |                                          |  |  |       |  |  |                                              |  |  |                                   |  |
|                                                  | 12. Godefroy Maurice de La Tour d'Auvergne | 24. Frédéric Maurice de La Tour d'Auvergne          |                                          |  |  |       |  |  |                                              |  |  |                                   |  |
|                                                  | 12. Godefroy Maurice de La Tour d'Auvergne | 24. Frédéric Maurice de La Tour d'Auvergne          |                                          |  |  |       |  |  |                                              |  |  |                                   |  |
|                                                  | 12. Godefroy Maurice de La Tour d'Auvergne | 25. Éléonore van den Bergh                          |                                          |  |  |       |  |  |                                              |  |  |                                   |  |
| 6. Emmanuel Théodose de La Tour d'Auvergne       | 12. Godefroy Maurice de La Tour d'Auvergne |                                                     |                                          |  |  |       |  |  |                                              |  |  |                                   |  |
|                                                  |                                            | 13. Maria Anna Mancini                              | 26. Michele Lorenzo Mancini              |  |  |       |  |  |                                              |  |  |                                   |  |
|                                                  |                                            | 13. Maria Anna Mancini                              | 26. Michele Lorenzo Mancini              |  |  |       |  |  |                                              |  |  |                                   |  |
|                                                  |                                            | 13. Maria Anna Mancini                              | 27. Girolama Mazzarini                   |  |  |       |  |  |                                              |  |  |                                   |  |
| 3. Marie Hortense Victoire de La Tour d'Auvergne |                                            | 13. Maria Anna Mancini                              |                                          |  |  |       |  |  |                                              |  |  |                                   |  |
|                                                  |                                            | 14. Charles Belgique Hollande de La Trémoille (= 8) | 28. Henri Charles de La Trémoille (= 16) |  |  |       |  |  |                                              |  |  |                                   |  |
|                                                  |                                            | 14. Charles Belgique Hollande de La Trémoille (= 8) | 28. Henri Charles de La Trémoille (= 16) |  |  |       |  |  |                                              |  |  |                                   |  |
|                                                  |                                            | 14. Charles Belgique Hollande de La Trémoille (= 8) | 29. Emilie von Hessen-Kassel (= 17)      |  |  |       |  |  |                                              |  |  |                                   |  |
| 7. Marie Armande de La Trémoille                 |                                            | 14. Charles Belgique Hollande de La Trémoille (= 8) |                                          |  |  |       |  |  |                                              |  |  |                                   |  |
|                                                  |                                            | 15. Madeleine Marguerite de Créquy (= 9)            | 30. Charles III de Créquy (= 18)         |  |  |       |  |  |                                              |  |  |                                   |  |
|                                                  |                                            | 15. Madeleine Marguerite de Créquy (= 9)            | 30. Charles III de Créquy (= 18)         |  |  |       |  |  |                                              |  |  |                                   |  |
|                                                  |                                            | 15. Madeleine Marguerite de Créquy (= 9)            | 31. Anne-Armande de Saint-Gelais (= 19)  |  |  |       |  |  |                                              |  |  |                                   |  |
|                                                  |                                            | 15. Madeleine Marguerite de Créquy (= 9)            |                                          |  |  |       |  |  |                                              |  |  |                                   |  |